# パントン
パントン（Pantone）はアメリカ合衆国ニュージャージー州に本社がある企業。
2007年に測色機器メーカーのエックスライト（X-Rite）が1億8000万ドルで買収し、傘下企業となった。

## 沿革
- 1962年 パントンは、化粧品メーカーに色見本帳を印刷する会社を母体に創業。
- 1963年 印刷会社用に「パントン・マッチング・システム」を発売した。
- 1974年 コンピューター用の「パントン・カラー・データ・システム」を発表した。
- 1985年 パントン・カラー研究所（Pantone Color Institute）を設立。
- 2005年 パントン・ユニバース・シリーズを展開。
- 2006年 パントン・ジャパンを設立。[1]
- 2007年2月 日本においてソフトバンクと提携してPANTONE ケータイを販売。
- 2007年8月28日 測色機器メーカーのエックスライト社（X-Rite）に買収された。[2]
- 2010年5月21日「パントン・マッチング・システム」色見本帳を「パントン・プラス・シリーズ（THE PANTONE PLUS SERIES）」として全面改訂。[3]

## パントン・マッチング・システム
パントン・マッチング・システム（Pantone Matching System、略称 PMS）は国際的に使用されている色見本帳のひとつで、日本では通称「パントン」または「パントーン」とも呼ばれ、DICと同様にグラフィックデザイン、印刷、マルチメディア、Web、プロダクトデザインの制作・製造工程においての色指定に使用されている。グラフィックデザインや印刷、テキスタイル、プラスチックなどの業界で事実上の標準である。

## 関連製品・サービス

### PANTONE UNIVERSE
「PANTONE UNIVERSE」はパントンがプロデュースを行い、展開する生活雑貨のブランドである。パントンの色見本帳をテーマとした文具、電気製品、バッグ、医療用白衣等の製品を展開している。

### PANTONE ケータイ
日本の携帯電話会社ソフトバンクモバイル(現・ソフトバンク)では、パントンとのコラボレーションによる携帯電話機が発売された。開発および製造はいずれもシャープが担当した。多色展開を特徴とし、そのカラーバリエーションは最大25色に及んだ。
- SoftBank 812SH「PANTONEケータイ」2007年2月発売、20色展開に4色追加。
- SoftBank 825SH「PANTONE SLIDE」2008年7月発売、8色展開。
- SoftBank 830SH「NEW PANTONE」2008年10月発売、15色展開。
- SoftBank 001SH「PANTONE 3」2010年11月発売、10色展開。→本端末をベースにPHSにリモデルした、WX01SH「PANTONE」が、ウィルコムより2012年8月3日に発売。カラーリングも001SHの中から7色ピックアップして共通のものを採用したが、ウィルコムのサービスに併せて、ボタンのマークや細かい操作性などに変更点が見られる。また、ワンセグやFeliCaは非対応。
- SoftBank 105SH「PANTONE 4」2012年3月発売、8色展開。ソフトバンクモバイルのスマートフォン・デジタルフォトフレーム以外では初めて緊急速報メールに対応。
- SoftBank 107SH「PANTONE 5」2012年7月発売、8色展開。 初のAndroid搭載モデルである。
- SoftBank 200SH「PANTONE 6」2012年12月発売、Android搭載モデル第2弾。PANTONEシリーズ史上最多となる25色展開。
- SoftBank 202SH／202SH for Biz「PANTONE WATERPROOF」 2013年1月下旬発売予定、8色展開[4]。 PANTONEシリーズのフィーチャーフォンでは初となる防水・防塵性能を備えている。
- WX03SH - 2013年4月発売、6色展開。ウィルコムブランドとしては第2弾となるモデルである。こちらはストレート型で、外部端子もWX01SHではARIB-Aだったものが本機ではmicro-USBに変更されている。

### ザ・パントン・ホテル・ブリュッセル
「ザ・パントン・ホテル・ブリュッセル（The Pantone Hotel Brussels）」はベルギーのブリュッセル、サン・ジル地区に2010年（平成22年）にオープンしたホテルである。
Michel PennemanとOlivier Hannaertによる設計で、外観・内装ともに白色をベースとし、パントンの世界観を表現する鮮やかな色を随所に散りばめている。客室は「Large」「Extra Large」の2タイプが用意されている他、会議室も用意される。
また、アメニティとしてPANTONE UNIVERSE製品を試用することができる「Test Drive」サービスが提供されている。